# Adelgunz
Adelgunz (westallgäuerisch: uf Adəlgunts) ist ein Gemeindeteil der Gemeinde Hergatz im bayerisch-schwäbischen Landkreis Lindau (Bodensee).

## Geographie
Der Weiler liegt circa 800 Meter nordwestlich des Hauptorts Hergatz und er zählt zur Region Westallgäu. Nördlich von Adelgunz fließt der Schwarzenbach, der hier die Grenze zu Wangen im Allgäu in Baden-Württemberg bildet. Südwestlich der Ortschaft befindet sich das Naturschutzgebiet Degermoos. Südöstlich verläuft die Bahnstrecke Buchloe–Lindau.

## Ortsname
Der Ortsname stammt vom weiblichen Personennamen Adelgundis und bedeutet Ansiedlung der Adelgundis.

## Geschichte
Adelgunz wurde erstmals urkundlich um das Jahr 1290 als Adilgundis erwähnt. Bis 1351 besaßen die Herren von Montfort zwei Höfe in Adelgunz. Im Jahr 1500 wurde ein St. Galler Lehen im Ort erwähnt. 1527 gehörte Adelgunz dem Hochgericht Wangen an. 1617 wurden acht Häuser im Ort gezählt und im Jahr 1818 fünf. Im Jahr 1778 fand die Vereinödung des Orts statt. Im 18. Jahrhundert wurde eine Wieskapelle in Adelgunz erbaut. Die Ortschaft gehörte einst zur Reichsstadt Wangen.